# Now We Have Light
Now We Have Light is een studioalbum van Sanguine Hum. Het album kwam na twee jaar stilte, waarin de leegte werd opgevuld door een livealbum (Live in America). In juni 2014 dook Sanguine Hum the Evolution Studio te Oxford in om te beginnen aan de opnamen voor dot conceptalbum. Het thema is de belevenissen van Don die na een wereldramp een nieuwe manier van schone energieopwekking  uitgevonden heeft, maar zich door de overheid bespioneerd waant. In de daaropvolgende maanden werden in de Yellow Betweens Studio de resterende opnmen afgerond. Bij de mix werden audiofragmenten ingevoerd die al stamden uit de bands periode begonnen in 2002, dan nog onder de naam Antique Seeking Nuns.
De platenhoes is een ontwerp van Meriel Waissman. In het boekwerkje werd deel II al aangekondigd: Now we have power.
Het album werd goed ontvangen binnen de niche van de progressieve rock waarbij men wees op overeenkomsten in de muziek met de Canterbury-scene met bands als Hatfield and the North en National Health, een mengeling van rock en jazz.  

## Musici
- Joff Winks – zang, elektrische en akoestische gitaar, loops
- Matt Baber – Fender Rhodes, synthesizers, hammondorgel, loops
- Brad Waissman – basgitaar, contrabas
- Andrew Booker – drumstel

Met Jim Hart, vibrafoon op Spanning the eternal abyss en Bubble trouble

## Muziek
Alle tracks door Sanguine Hum. Voormalig lid Paul Mallyon schreef mee aan Spanning the eternal abyss

| Nr. | Titel           | Duur |
| --- | --------------- | ---- |
| 1.  | Desolation song | 6:28 |
| 2.  | Drastic attic   | 3:35 |
| 3.  | Getting warmer  | 3:02 |
| 4.  | Out of mind     | 5:52 |
| 5.  | Theft           | 4:52 |
| 6.  | Shit!           | 2:13 |
| 7.  | Chat show       | 6:56 |
| 8.  | Derision        | 6:30 |

| Nr. | Titel | Duur  |
| --- | --- | ----- |
| 1.  | Just a prelude | 1:57  |
| 2.  | Cat factory | 2:57  |
| 3.  | On the beach | 6:07  |
| 4.  | End of the line | 9:22  |
| 5.  | Spanning the eternal abyss (I:A temporal bursting; II: The gusty forest; III:Cog; IV:On another beach; V:Double bubble trouble; VI:Bubble trouble) | 10:44 |
| 6.  | Spanning the Eternal abyss: VI:Bubble trouble | 6:20  |
| 7.  | Settle down | 5:38  |